# 1965年日本

## 政府
- 天皇：裕仁
- 內閣總理大臣：佐藤榮作

## 大事紀

### 1月
- 1月13日——日本首相佐藤榮作與美國總統詹森發表聯合聲明，強調支持臺灣，並與臺灣保持友好及正常外交關係[1]:710。

### 2月
- 2月8日——日本首相佐藤榮作在國會表示[2]:109，1964年5月吉田茂致蔣中正私函對日本政府具約束力[1]:711。
- 2月22日——北海道一處煤礦礦坑發生爆炸，造成61人死亡。

### 6月
- 6月1日——福岡縣一處煤礦礦坑發生爆炸，造成237人死亡。
- 6月22日——簽署《日韓基本條約》，日本與韓國建立邦交。

## 出生
- 3月20日——川田妙子，配音員。
- 3月21日——山崎和佳奈，配音員。
- 6月6日——緒方惠美，配音員。
- 6月17日——滿田拓也，漫畫家。代表作有棒球大聯盟等。
- 6月24日——椎名高志，漫畫家。代表作有GS美神極樂大作戰、超能少女組等。
- 7月22日——津村真琴，配音員。
- 8月18日——大谷育江，配音員。
- 10月7日——渡邊久美子，配音員。
- 11月20日——草尾毅，配音員。
- 11月30日——秋篠宮文仁親王，日本皇族，現任皇嗣。

## 逝世
- 7月28日：江戶川亂步，作家
- 8月13日：池田勇人，政治人物，曾任內閣總理大臣。